# Michel Elkoubi
Michel Elkoubi (* 19. Februar 1947 in Casablanca; † 12. November 2024 bei Vannes, Morbihan) war ein französischer Autorennfahrer.

## Karriere im Motorsport
Michel Elkoubi war in den 1970er-Jahren zweimal beim 24-Stunden-Rennen von Le Mans am Start. Nachdem er 1978 als Partner von Pierre Yver und Philippe Streiff auf einem Lola T296 nicht klassiert wurde, erreichte er ein Jahr später den 21. Gesamtrang.
Er starb im November 2024.

## Statistik

### Le-Mans-Ergebnisse
| Jahr | Team               | Fahrzeug  | Teamkollege | Teamkollege      | Platzierung     | Ausfallgrund |
| ---- | ------------------ | --------- | ----------- | ---------------- | --------------- | ------------ |
| 1978 | Team Pronuptia     | Lola T296 | Pierre Yver | Philippe Streiff | nicht klassiert |              |
| 1979 | Lambretta S.A.F.D, | Lola T298 | Pierre Yver | Max Cohen-Olivar | Rang 21         |              |